# Каришева Ксенія Олександрівна
Ксенія (Оксана) Олександрівна Каришева (11 листопада 1883, Санкт-Петербург, Російська імперія — 22 квітня 1962, Київ, УРСР, СРСР) — український радянський лікар-дерматовенеролог. Дочка Олександра Павловського та мати Тетяни Каришевої. Доктор медичних наук (1948), професор (1949).

## Біографічні відомості
Народилася у 1883 році в Санкт-Петербурзі. У 1908 році закінчила жіночий медичний інститут. Відтоді переїжджає до Києва і працює в Київському жіночому медичному інституті.
З 1911 року працює в Харкові: викладає в інституті вдосконалення лікарів та працює завідувачем дитячого венерологічного відділення Харківського інституту боротьби з венеричними хворобами. У 1934 році повертається до Києва. Знову працює у Київському медичному інституті.
Під час Другої світової війни мешкала в м. Арзамас, де за дорученням МОЗ СРСР досліджувала роль сульфаніламідних препаратів у лікуванні гонореї.
Після війни ініціювала створення шкірно-венерологічних інституту та наукового товариства. Деякий час очолювала новостворені установи.
У 1944—1961 рр. працює в інституті удосконалення лікарів.
Померла у 1962 році. Похована в Києві.

### Наукова діяльність
Авторка понад 80 наукових праць з дерматології та венерології, зокрема:
- Вакцинотерапия гонорреи у женщин и девочек / К. А. Карышева. — Харьков, 1929 (рос.)
- Детская гоноррея и борьба с ней / К. А. Карышева. — Харьков, 1929 (рос.)
- Гоноррея и некоторые негонорройные заболевания мочеполовых органов у детей / К. А. Карышева. — Свердловск, 1946 (рос.)
- Пероксидаза крови и ее колебания при гонорее у женщин / К. А. Карышева. — Киев, 1962 (рос.)

Неодноразово перебувала в закордонних наукових відрядженнях, зокрема відвідала у Франції Інститут Пастера. Також була в Німеччині, Італії.
Сфера наукових досліджень: клініка, профілактика й лікування гонореї, а також негонорейних захворювань сечостатевих органів у дітей.
Має державні нагороди СРСР, в тому числі з галузі науки, медицини.